# 奧爾良的阿美莉
奧爾良的阿美莉（英語：Amélie of Orléans，1865年9月28日—1951年10月25日）是法國的公主和末代葡萄牙王后。她的丈夫是葡萄牙国王卡洛斯一世
1908年2月1日，卡洛斯一世和王太子在里斯本遇刺，只有阿美莉和幼子曼努埃尔存活下來。曼努埃尔在1910年10月5日革命中被推翻後，她回到法国直至去世。